# Авл Корнелій Косс
Авл Корне́лій Косс (д/н — 420 рік до н. е.) — військовий та політичний діяч ранньої Римської республіки, великий понтифік з 431 до 420 року до н. е.

## Життєпис
Був членом патриціанського роду Корнеліїв. Про молоді роки його мало відомостей. 
У 437 році він як військовий трибун взяв участь у війні з етруським містом-державою Вейї. Косс взяв участь у битві на річці Аніо між римською армією на чолі із диктатором Марк Емілієм Мамерком та вейянською на чолі із ларсом (царем) Толумнієм. Під час бою у герці Авл Косс власноручно вбив Толумнія. Це дало змогу римлянам перемогти ворога. А сам Авл Корнелій Косс отримав право на тріумф, передавши свій трофей, так званий «Spolia opima» до храму Юпітера Феретрія на Капітолійському пагорбі.
Героїчний вчинок Авла Косса сприяв його відомості та авторитету — 431 році до н. е. його було обрано великим понтифіком. У 428 році до н. е. його було обрано консулом разом з Титом Квінкцієм Пеном Цинціннатом. Того часу головною його справою було подолання наслідків епідемій, що вирували в Римі.
Знову на вищу посаду в Римській республіці Авла Корнелія Косса було обрано в 426 році до н. е. — він став військовим трибуном з консульською владою разом з Гаєм Фурієм Пацілом Фузом. За час його каденції почалася нова війна з Вейями та Фіденами. З огляду на силу та кількість ворогів було вирішено обрати диктатора. Ним став Мамерк Емілій Мамерцін, а Авла Косса призначено заступником диктатора — начальником кінноти. У 426 році до н. е. саме дії Косса на чолі римської кінноти допомогли розбити ворогів у вирішальній битві при Фіденах. Після цього Косс вже не займав військових посад, залишаючись до самої смерті великим понтифіком.